# Roland JD-XA
Roland JD-XA — гибридный (аналого-цифровой) синтезатор, выпущенный компанией Roland в 2015 году. Является старшей моделью анонсированной в январе 2015 года серии Roland JD-X, младший брат JD-XA — синтезатор JD-Xi. Синтезатор оснащён аналоговым и цифровым звуковыми генераторами, которые могут работать как независимо, так и интерактивно.

## Возможности
Roland JD-XA оснащен как аналоговыми, так и цифровыми звуковыми генераторами, которые работают независимо и интерактивно. Звук может быть составлен с использованием отдельных или обоих источников звука. Они полностью раздельные, за исключением обработки первого аналогового и цифрового генератора. Кроме того, цифровой звук можно передать через аналоговый фильтр. Оба источника звука состоят из 4 частей или партий. Аналоговая секция имеет 2 LFO с 6 волновыми формами на LFO. Встроенный 16-дорожечный секвенсор паттернов также может записывать информацию о ручке, когда игрок ее поворачивает. Секвенсор поддерживает секвенирование как в реальном времени, так и в пошаговом режиме.
JD-XA содержит два выхода — CV/GATE на задней панели, которые можно использовать для управления аналоговыми синтезаторами без MIDI. Этот тип соединения обеспечивает электрический сигнал, который синхронизирует аналоговое оборудование.

## JD-Xi

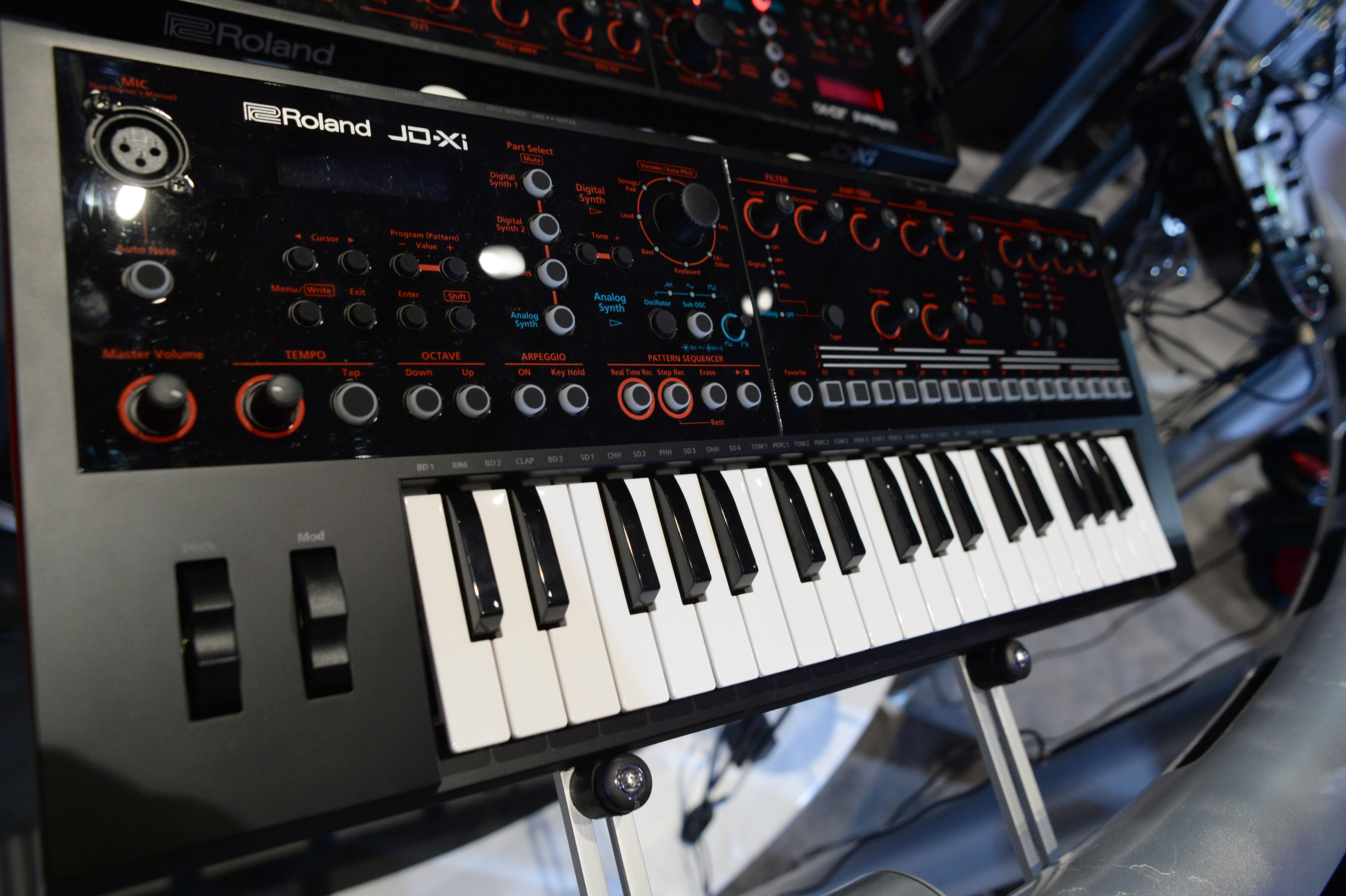
Roland JD-Xi на выставке NAMM

### Обзоры
- Jim Alfredson. Review: Roland JD-XA (англ.). Keyboard (12 октября 2015).
- Theo Bloderer. Roland JD-XA – JD of the 21st Century? (англ.). GreatSynthesizers.com (4 сентября 2015).
- Dan 'JD73' Goldman. Roland JD-Xi review (англ.). Future Music (27 марта 2015).
- M. Heublein. Zurück in die Zukunft (нем.). AMAZONA.de (1 июля 2015).